# Серамоначеска
Серамоначѐска (на италиански: Serramonacesca) е село и община в Южна Италия, провинция Пескара, регион Абруцо. Разположено е на 280 m надморска височина. Населението на общината е 567 души (към 2013 г.).